# Christoph Luisser
Christoph Luisser (* 22. April 1976) ist ein österreichischer Politiker der Freiheitlichen Partei Österreichs (FPÖ). Von 2023 bis 2025 war er Landesrat für Sicherheit, Asyl und Zivilschutz der niederösterreichischen Landesregierung Mikl-Leitner III. Seit dem 1. Juli 2025 ist er Mitglied der Volksanwaltschaft.

## Leben

### Ausbildung und Beruf
Christoph Luisser absolvierte nach der Matura am Gymnasium in Mödling den Präsenzdienst. Anschließend studierte er Rechtswissenschaften an der Universität Alcalá in Madrid und der Universität Wien, wo er 2006 mit einer Dissertation zum Thema Ausgewählte Rechte der Opposition im niederösterreichischen Gemeinderat zum Doktor der Rechte promovierte.
Er war als Rechtsanwaltsanwärter und selbständiger Rechtsanwalt tätig. 2003 war er Mitarbeiter im Kabinett von Justizminister Dieter Böhmdorfer. 2019 wurde er stellvertretender Sektionschef im Bundesministerium für Inneres, später wechselte er als Referent ins Büro von Volksanwalt Walter Rosenkranz.

### Politik
Seit 1998 engagiert er sich politisch. Seit 2020 ist er FPÖ-Bezirksparteiobmann im Bezirk Mödling und  Mitglied des Landesparteivorstandes, außerdem war er geschäftsführender Gemeinderat in Biedermannsdorf. Seit 2022 gehört er dem Bundesparteigericht der Freiheitlichen an und ist Bezirksobmann des Verbandes Freiheitlicher und Unabhängiger Gemeindevertreter NÖ.
Im Zuge der Landtagswahl in Niederösterreich 2023 kandidierte er auf der Landesliste und erhielt über diese ein Mandat im Landtag. Am 17. März 2023 wurde bekannt, dass er neben Susanne Rosenkranz und Udo Landbauer als Nachfolger von Gottfried Waldhäusl der Landesregierung Mikl-Leitner III als Landesrat für Sicherheit, Asyl und Zivilschutz angehören soll. Luissers Pressesprecher wurde Robert Lugar. Im September 2023 wurde Luisser als FPÖ-Bezirksparteivorsitzender im Bezirk Mödling bestätigt.
Für die Mitte 2025 beginnende Funktionsperiode der Volksanwaltschaft wurde er von der FPÖ als Nachfolger von Elisabeth Schwetz als Volksanwalt nominiert und vom Nationalrat gewählt. Als sein Nachfolger als Landesrat wurde Martin Antauer designiert. Nach seiner Nominierung zum Volksanwalt verließ er den Gemeinderat in Biedermannsdorf. Am 1. Juli 2025 wurde er von Bundespräsident Alexander Van der Bellen als Volksanwalt angelobt. In der Volksanwaltschaft ist Luisser für die Polizei, das Fremden- und Asylrecht, den Denkmalschutz, Land-, Forst- und Wasserwirtschaft, Natur- und Umweltschutz, Gewerbe und Betriebsanlagen, Kindergärten, Schulen, Universitäten, den Verkehr, Gemeindeabgaben und Agrarangelegenheiten zuständig.